# Micky Dolenz
George Michael "Micky" Dolenz, Jr. (* 8. března 1945) je americký rockový zpěvák, hudebník, skladatel a herec, nejvíce známý jako člen skupiny The Monkees.

## Životopis
Dolenz se narodil v Cedars of Lebanon Hospital, Los Angeles Kalifornie, jako syn herce George Dolenze a Janelle Johnsonové.

### Circus Boy

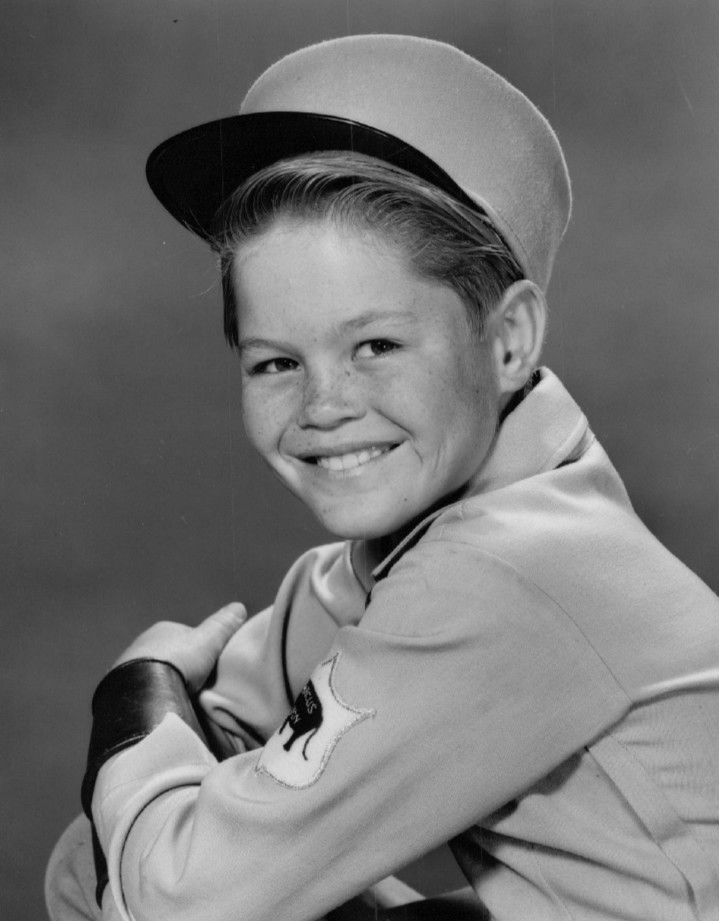
Dolenz as Corky.

Dolenz zahájil svou kariéru v roce 1956, kdy účinkoval v dětské show Circus Boy pod jménem Mickey Braddock. Hrál sirotka, který na začátku 20. století pracoval v jednom cirkuse jako ošetřovatel slonů. Představení se hrálo tři roky a poté se objevil ještě v několika televizních představeních.
Hrál na kytaru a zpíval s několika různými skupinami, včetně jedné zvané The Missing Links. Dolenz chodil do Ulysses S. Grant High School ve Valley Glen, Los Angeles, Kalifornie a absolvoval v roce 1962. Když navštěvoval univerzitu v Los Angeles, byl angažován pro roli bubeníka v televizním seriálu The Monkees.